# Duriatitan
Genre
Espèce
Synonymes
- Cetiosaurus humerocristatus Hulke, 1874

Duriatitan (signifiant « titan de Duria ») est un genre de dinosaures sauropodes du Jurassique supérieur retrouvé au Royaume-Uni. L'espèce-type, Duriatitan humerocristatus, a été décrite par John Hulke en 1874 sous le protonyme de Cetiosaurus humerocristatus.
Le nom spécifique fait référence à la crête deltopectoral (crista) de l'humérus.
L'espèce-type est basée sur l'holotype BMNH 44635, composé d'une partie d'humérus retrouvée par R. I. Smith dans la formation géologique des argiles de Kimmeridge, près de Sandsfoot dans le Dorset, en Angleterre.
Le genre a été créé par Paul M. Barrett (d), Roger B.J. Benson (d) et Paul Upchurch en 2010.